# Julia Whelan

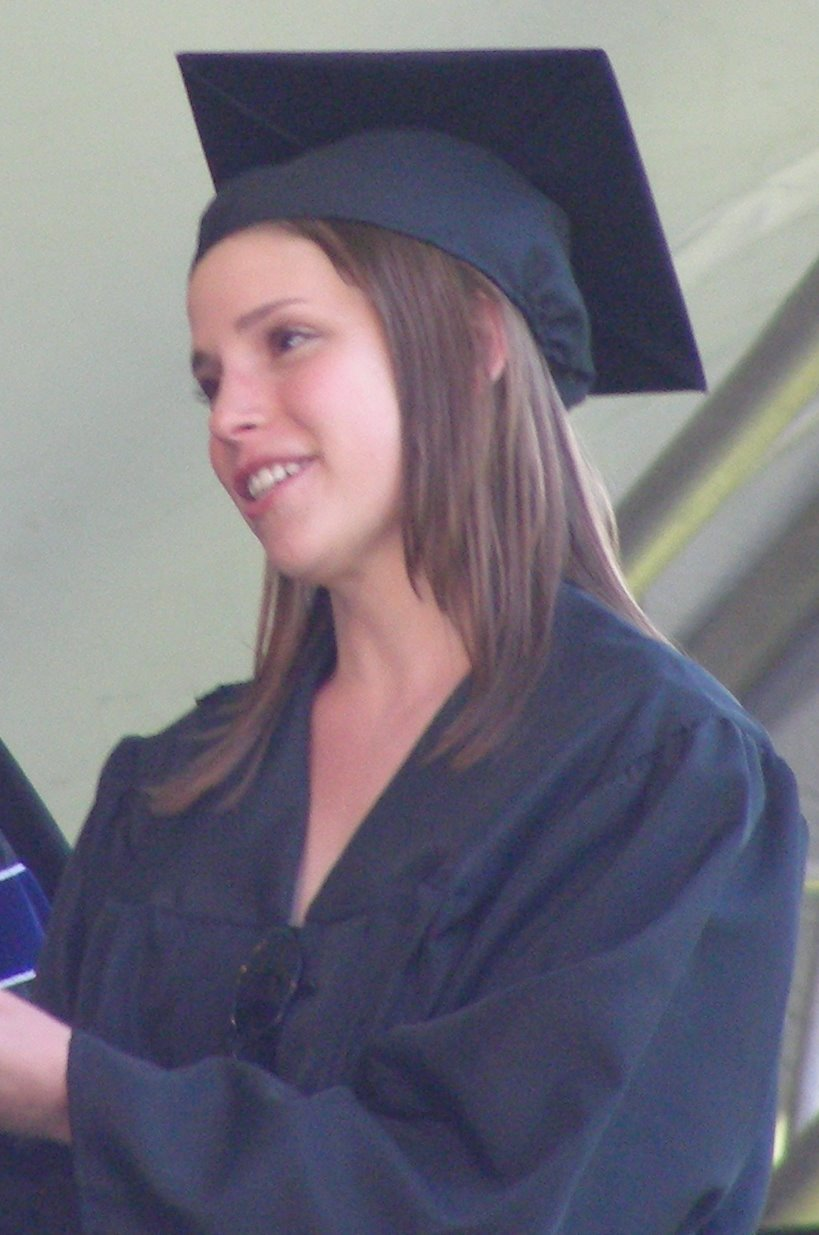
Julia Whelan erhält ihren Bachelor of Arts am Middlebury College (2008)

Julia Whelan (* 8. Mai 1984 in Oregon) ist eine US-amerikanische Schauspielerin, Autorin und Hörbuchsprecherin. Bekannte wurde sie für ihre Rolle in der Fernsehserie Noch mal mit Gefühl.

## Leben und Karriere
Julia Whelan wurde im Mai 1984 als Tochter eines Feuerwehrmanns und einer Lehrerin im US-Bundesstaat Oregon geboren. Bereits im Alter von fünf Jahren trat sie in Laientheatern auf, während ihre jährlichen Ausflüge zum Oregon Shakespeare Festival in Ashland ihr Interesse an einer Schauspielkarriere verstärkte. Mit zehn begann sie beim Schauspieler und Drehbuchautor Geof Prysirr Schauspielunterricht zu nehmen, zu dem sie eine enge berufliche und persönliche Bekanntschaft pflegte. Prysirr begleitete Whelan auf Reisen nach Los Angeles, wo sie schnell erste Rollen im Fernsehen bekam. So hatte sie 1996 in der Fernsehserie Nowhere Man – Ohne Identität! und im Fernsehfilm Und täglich grüßt der Weihnachtsmann kleinere Rollen inne.
Einem breiteren Publikum wurde Whelan 1998 im Fernsehfilm Zu jung für ein Baby als jüngere Schwester, der von Kirsten Dunst gespielten schwangeren Hauptfigur, bekannt. Im selben Jahr war sie auch in Gastrollen in Ein Wink des Himmels und Emergency Room – Die Notaufnahme zu sehen. Ein Jahr später wurde sie als Grace, der 14-jährigen Tochter von Elizabeth „Lily“ Manning (Sela Ward), für die Dramaserie Noch mal mit Gefühl gecastet. Diese Rolle spielte sie von 1999 bis zum Serienende 2002 und brachte ihr nicht nur größere Bekanntheit, sondern 2001 auch zusammen mit Evan Rachel Wood und Meredith Deane einen Young Artist Award in der Kategorie Herausragende Besetzung in einer Fernsehserie. Bei der Preisverleihung ein Jahr zuvor war sie für diese Rolle bereits in der Kategorie Beste Nebendarstellerin in einer Fernsehserie (Comedy oder Drama) nominiert gewesen, verlor aber gegen Shari Dyon Perry, die für ihre Rolle in Any Day Now ausgezeichnet wurde. Nachdem die Serie 2002 ausgelaufen ist, widmete sich Whelan anderen Projekten. So verkörperte sie im Lifetime-Fernsehfilm The Secret Life of Zoey – neben Mia Farrow und Andrew McCarthy – das drogenabhängige Mädchen Zoey Carter.
Bis 2004 war sie dann in weiteren eher kleineren Fernsehrollen zu sehen, ehe sie sich für das Middlebury College einschrieb. Das Studienjahr 2006–2007 verbrachte sie als Gaststudentin am Lincoln College an der Universität in Oxford. Danach kam sie für ihr Seniorjahr wieder nach Middlebury und schloss die Uni dort 2008 mit magna cum laude ab. 2010 nahm sie ihre Schauspielkarriere wieder auf und stand noch im selben Jahr für den Horror-Fantasyfilm Krieger des Lichts neben Brad Dourif, Mackenzie Rosman, Thomas Ian Nicholas und Hallee Hirsh als Emily vor der Kamera. In den folgenden zwei Jahren übernahm sie hauptsächlich Gastrollen in bekannten Krimiserien wie Navy CIS: L.A., Castle und The Closer.
2019 erschien Julia Whelans Debütroman Mein Jahr mit dir (im Original: My Oxford Year) in einer deutschen Übersetzung von Veronika Dünninger, der Roman wurde 2024 unter dem Titel My Oxford Year mit Sofia Carson und Corey Mylchreest für Netflix verfilmt. Daneben ist sie inzwischen als Sprecherin von Hörbüchern gefragt.

## Filmografie (Auswahl)
- 1996: Nowhere Man – Ohne Identität! (Nowhere Man, Fernsehserie, Episode 1x20)
- 1996: Und täglich grüßt der Weihnachtsmann (Christmas Every Day, Fernsehfilm)
- 1998: Zu jung für ein Baby (Fifteen and Pregnant, Fernsehfilm)
- 1998: Ein Wink des Himmels (Promised Land, Fernsehserie, Episode 2x19)
- 1998: Emergency Room – Die Notaufnahme (ER, Fernsehserie, Episode 5x10)
- 1999–2002: Noch mal mit Gefühl (Once and Again, Fernsehserie, 60 Episoden)
- 2002: The Secret Life of Zoey (Fernsehfilm)
- 2011: Krieger des Lichts (Fading of the Cries)
- 2011: Navy CIS: L.A. (NCIS: Los Angeles, Fernsehserie, Episode 3x08)
- 2012: Castle (Fernsehserie, zwei Episoden)
- 2012: The Closer (Fernsehserie, Episode 7x16)
- 2017: NCIS (Fernsehserie)

## Romane
- Mein Jahr mit dir. (My Oxford Year), Penguin, Münchem 2019, ISBN 978-3-328-10321-9.
- Nur ein Wort von Dir. (Thank you for listening), Penguin, München 2023, ISBN 978-3-328-60287-3.